# Renaissance sportive mauvezinoise
Maillots
Actualités
La Renaissance sportive mauvezinoise est un club français de rugby à XV situé à Mauvezin, dans le Gers.
Le club est créé en 1908.
L'équipe évolue en Fédérale 3 pour la saison 2022-2023.

## Historique

### Les débuts du RS Mauvezin
Le club joue en séries régionales après la seconde guerre mondiale, remportant trois titres de champion de France en quatrième série en 1958 et en 1964 et en deuxième série en 1960.

### L'ascension du club
Le club monte en troisième division en 1968 puis participe ensuite au championnat de France de 2e division à partir de la saison 1972.
L'ancien toulousain Claude Labatut arrive comme entraîneur pour la saison 1975 et permet au club de monter dès sa première saison en première division groupe B mais le club décide finalement de refuser l'accession pour raisons financières.

### Entre la deuxième et la troisième division
C'est un coup d'arrêt pour le club qui ne reviendra finalement jamais à ce niveau.
L'entraîneur Claude Labatut s'en va la saison suivante et Mauvezin fait ensuite l'ascenseur entre la deuxième et le troisième division avant se redescendre en honneur en 2006.

### Entre l'honneur et la Fédérale 3
Mauvezin retrouve la Fédérale 3 en 2020 avant d'être relégué la saison suivante.
Quart de finaliste du championnat de France Honneur 2022, Mauvezin est de retour en Fédérale 3 pour la saison 2022-2023.

## Palmarès

### Équipe masculine
- Champion de France de 2e série : 1960
- Champion de France de 4e série : 1958 et 1964
- Champion d'Armagnac Bigorre Honneur : 1969, 2011 et 2016
- Champion Armagnac Bigorre Promotion  : 1957 et 1959
- Champion Armagnac Bigorre 3ème série : 1956
- Champion Armagnac Bigorre 4ème série : 1958
- Champion Armagnac Bigorre Réserve A : 2007, 2008
- Champion Armagnac Bigorre Réserve Promotion d'Honneur :  2013
- Vainqueur de la Coupe d'Occitanie Honneur : 2019
- Vainqueur du Bouclier  du Terroir Gers Honneur : 2022
- Vainqueur du Challenge des 3 Tours groupe 1 : 2016

### Équipes de jeunes
- Champion Grand Sud - 16 ans : 2018 (Entente Gimont-Mauvezin)

## Les finales de la Renaissance sportive mauvezinoise

### En championnat de France de 2esérie
| Date de la finale | Vainqueur   | Score | Finaliste       |
| ----------------- | ----------- | ----- | --------------- |
| 1960              | RS Mauvezin | 9 - 0 | US Cuxac-d'Aude |

### En championnat de France de 4esérie
| Date de la finale | Vainqueur   | Score  | Finaliste              |
| ----------------- | ----------- | ------ | ---------------------- |
| 1958              | RS Mauvezin | 14 - 8 | RO Châteauneuf-du-Pape |
| 1964              | RS Mauvezin | 6 - 0  | AS Autun               |

## Personnalités du club

### Joueurs emblématiques

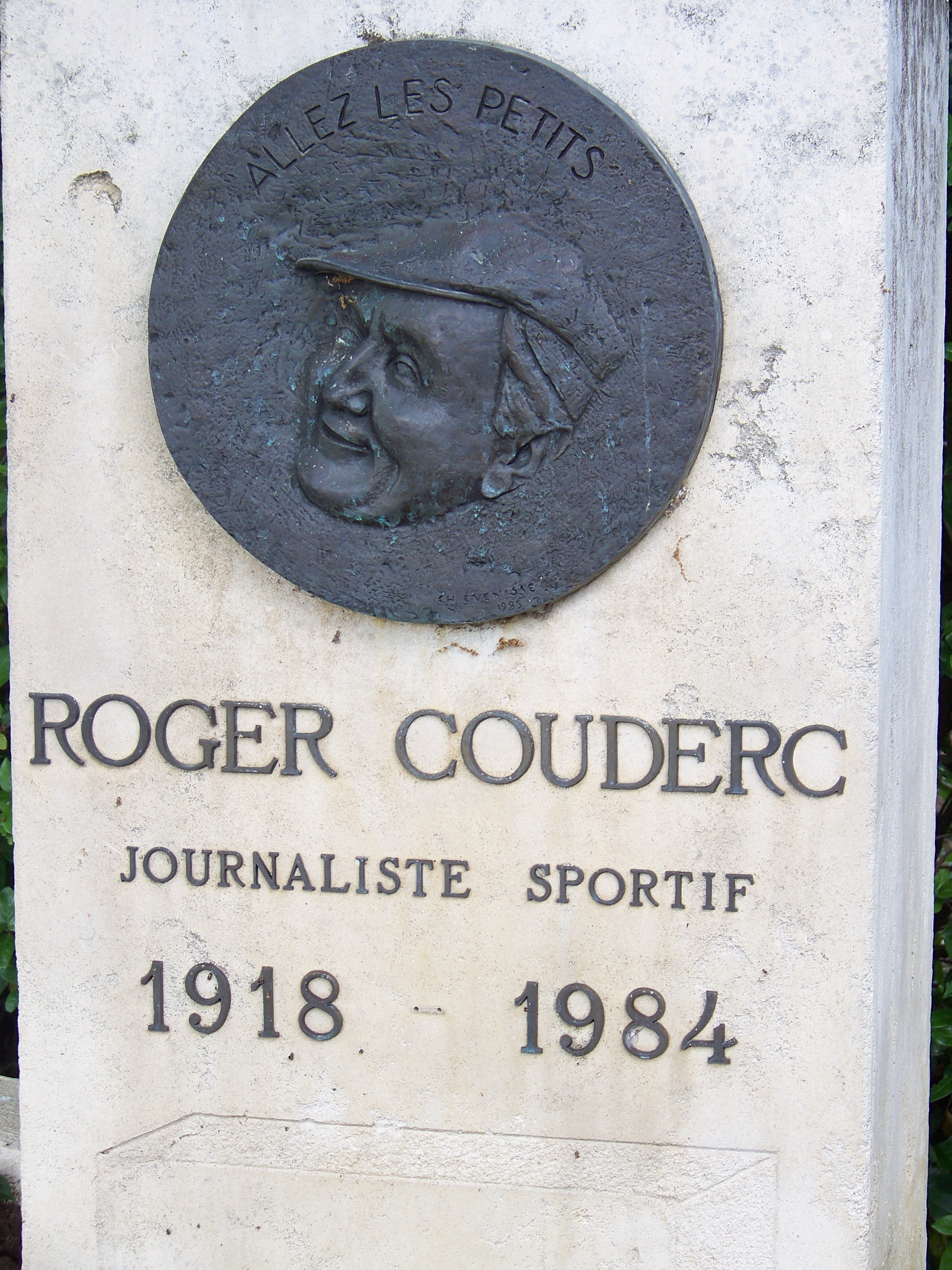
Roger Couderc

- Roger Couderc[4]
- Claude Labatut[2]
- Patrick Pérusin[5]
- Pascal Darolles[5]
- Thierry Pomès[5]
- Thierry Lacourt[5]
- Yannick Lacrouts

## Identité du club

### Logo
Sur le logo figurent les trois barres d'azur, ainsi que les trois vaches d'or rangées en bande (celle du chef couchée et les deux autres arrêtées) toutes présentes sur le blason de la commune.

Évolution du logo
Logo de la Renaissance sportive mauvezinoise.